# Gino Perani
Gino Perani (Parre, 8 novembre 1905 – Bergamo, 10 giugno 1982) è stato un calciatore italiano, di ruolo portiere.

## Carriera
Appartenente ad una famiglia di calciatori (il fratello Aldo ed i nipoti Ettore e Marino giocarono anch'essi in Serie A), cresce tra le file della Nossese ed approda all'Atalanta nella stagione 1925-1926 senza tuttavia esordirvi.
Il debutto avviene la stagione successiva, mentre dal 1927-1928 ricopre il ruolo di portiere titolare, proprio nella stagione in cui la propria squadra ottiene la promozione nella Divisione Nazionale. Nella massima categoria riesce a mantenersi a buoni livelli, nonostante la retrocessione dei neroazzurri.
L'anno successivo invece cede il posto ad un giovane emergente proveniente dal vivaio, Carlo Ceresoli.
Vedendosi chiuso nel proprio ruolo decide di cambiare aria, passando alla Pro Patria, dove colleziona poche presenze in Serie A. Si trasferisce quindi prima alla Pistoiese, in Serie B, per poi ritornare all'Atalanta nella stagione 1932-1933.
Conclude la carriera ritornando alla Nossese.

## Palmarès

### Club

#### Competizioni nazionali
- Prima Divisione: 1

Atalanta: 1927-1928